# Жуліо Сезар Жакобі
Жуліо Сезар Жакобі (порт. Júlio César Jacobi, нар. 2 вересня 1986, Гуарамірін) — бразильський футболіст, що грав на позиції воротаря.

## Ігрова кар'єра
Народився 2 вересня 1986 року в місті Гуарамірін. Вихованець юнацьких команд футбольних клубів «Ж. Малуселлі» та «Парана». У дорослому футболі дебютував 2006 року виступами за команду «Ботафогу», в якій провів два сезони, взявши участь у 20 матчах чемпіонату.
У січні 2008 року Жуліо Сезар переїхав до Португалії, приєднавшись до «Белененсеша». Дебютував у Прімейра-лізі 23 лютого в домашній грі проти «Марітіму» (1:3), замінивши нападника Велдона на 29-й хвилині після того, як воротар Паулу Коштінья був вилучений з поля. Швидко бразильський воротар став першим номером і у сезоні 2008/09 відіграв усі 30 ігор своєї команди, але команда посіла передостаннє 15 місце і вилетіла з вищого дивізіону.
Не зважаючи на те, що згодом команда буле залишена в еліті, Жуліо Сезар підписав контракт із столичною «Бенфікою», возз'єднавшись із головним тренером Жорже Жезушем, який раніше запрошував його у «Белененсеш». У свій перший рік у новій команді бразилець був дублером Кіма, потіснивши Жозе Морейру до статусу третього воротаря, і став виступати за команду в матчах Ліги Європи УЄФА та Кубка Португалії. 8 квітня 2010 року, на останніх хвилинах гри проти «Ліверпуля» (1:4) у чвертьфіналі Ліги Європи, Жуліо Сезар отримав струс мозку після зіткнення з Дірком Кейтом і бразильця довелося госпіталізувати. Він повністю одужав, з'явившись загалом у 14 офіційних матчах протягом сезону, вигравши чемпіонат Португалії, втім у цьому турнірі участі не брав. Дебютував у Прімейра-лізі за «Бенфіку» 28 серпня 2010 року в матчі проти «Віторії» (Сетубал) (3:0) і загалом того сезоні зіграв у 4 іграх чемпіонату, ставши віце-чемпіоном країни, а також вдруге поспіль виграв Кубок португальської ліги, де жодної хвилини не зіграв.
17 серпня 2011 року Жуліо Сезар разом із товаришами по команді Карлушем Мартіншем та Жорже Рібейру перейшов до іспанської «Гранади». Він дебютував за андалусійців 13 грудня у виїзній грі проти «Реал Сосьєдада» (1:4) у Кубку Іспанії і переважно був дублером Роберто, тому за сезон зіграв лише 17 ігор в усіх турнірах.
Після закінчення терміну оренди він повернувся до «Бенфіки», але так і не зігравши жодної гри, 1 вересня 2013 року Жуліо Сезар розірвав контракт з лісабонцями. Надалі бразилець тривалий час залишався без клубу, поки 10 березня 2014 року він не підписав п'ятимісячний контракт з «Хетафе», якому терміново був потрібен воротар після серйозної травми Мігеля Анхеля Мої. До кінця сезону він конкурував з другим воротарем клубу Хорді Кодіною, зігравши у 5 іграх Ла Ліги.
У вересні 2014 року Жуліо Сезар повернувся на батьківщину і підписав контракт з «Флуміненсе», у складі якого провів наступні п'ять років своєї кар'єри гравця, але основним став лише з 2018 року, коли клуб покинув Дієго Кавальєрі. У сезоні 2018 року він зробив дуже важливі сейви, щоб залишити клуб в еліті бразильського футболу, одним з них став пенальті, відбитий в останньому турі проти «Америка Мінейру» (1:0).
3 січня 2019 року воротар підписав 2-річний контракт з клубом «Греміо», де мав замінити багаторічного основного воротаря клубу Марсело Грое, що покинув клуб. Завершив професійну кар'єру футболіста виступами за команду «Греміо» у 2021 році.

## Титули і досягнення
- Чемпіонат штату Ріо-де-Жанейро (1):

«Ботафогу»: 2006
- Володар Кубка Ріо (1):

«Ботафогу»: 2006, 2007
«Флуміненсе»: 2018
- Чемпіон Португалії (1):

«Бенфіка»: 2009/10
- Володар Кубка португальської ліги (2):

«Бенфіка»: 2009/10, 2010/11
- Переможець Прімейра-ліги Бразилії (1):

«Флуміненсе»: 2017
- Володар Кубка Гуанабара (1):

«Флуміненсе»: 2017
- Чемпіонат штату Ріу-Гранді-ду-Сул (2):

«Греміо»: 2019, 2020

### Індивідуальні
- У символічній збірній чемпіонату штату Ріо-де-Жанейро: 2018[14][15]